# Sommer-Paralympics 2012/Teilnehmer (Demokratische Republik Kongo)
| stlisierte Goldmedaille | stlisierte Silbermedaille | stlisierte Bronzemedaille |
| ----------------------- | ------------------------- | ------------------------- |
| —                       | —                         | —                         |

Die Demokratische Republik Kongo nahm erstmals an den Paralympics teil und entsandte zu den Paralympischen Sommerspielen 2012 in London zwei Sportler –  eine Frau und einen Mann.

## Teilnehmer nach Sportart

### Leichtathletik
| Athleten                 | Wettbewerb             | Vorlauf / Vorkampf | Vorlauf / Vorkampf | Halbfinale   | Halbfinale | Finale       | Finale | Rang |
| Athleten                 | Wettbewerb             | Zeit / Weite       | Rang               | Zeit / Weite | Rang       | Zeit / Weite | Rang   | Rang |
| ------------------------ | ---------------------- | ------------------ | ------------------ | ------------ | ---------- | ------------ | ------ | ---- |
| Frauen                   |                        |                    |                    |              |            |              |        |      |
| Dedeline Mibamba Kimbata | 100 m – T54            |                    |                    | –            | –          |              |        |      |
| Dedeline Mibamba Kimbata | Diskuswerfen – F57/F58 |                    |                    | –            | –          |              |        |      |
| Männer                   |                        |                    |                    |              |            |              |        |      |
| Levy Kitambala Kizito    | Diskuswerfen – F57/F58 |                    |                    | –            | –          | 27,23 m      | 16     |      |
| Levy Kitambala Kizito    | Speerwerfen – F57/F58  |                    |                    | –            | –          |              |        |      |